# Elspeth Douglas McClelland

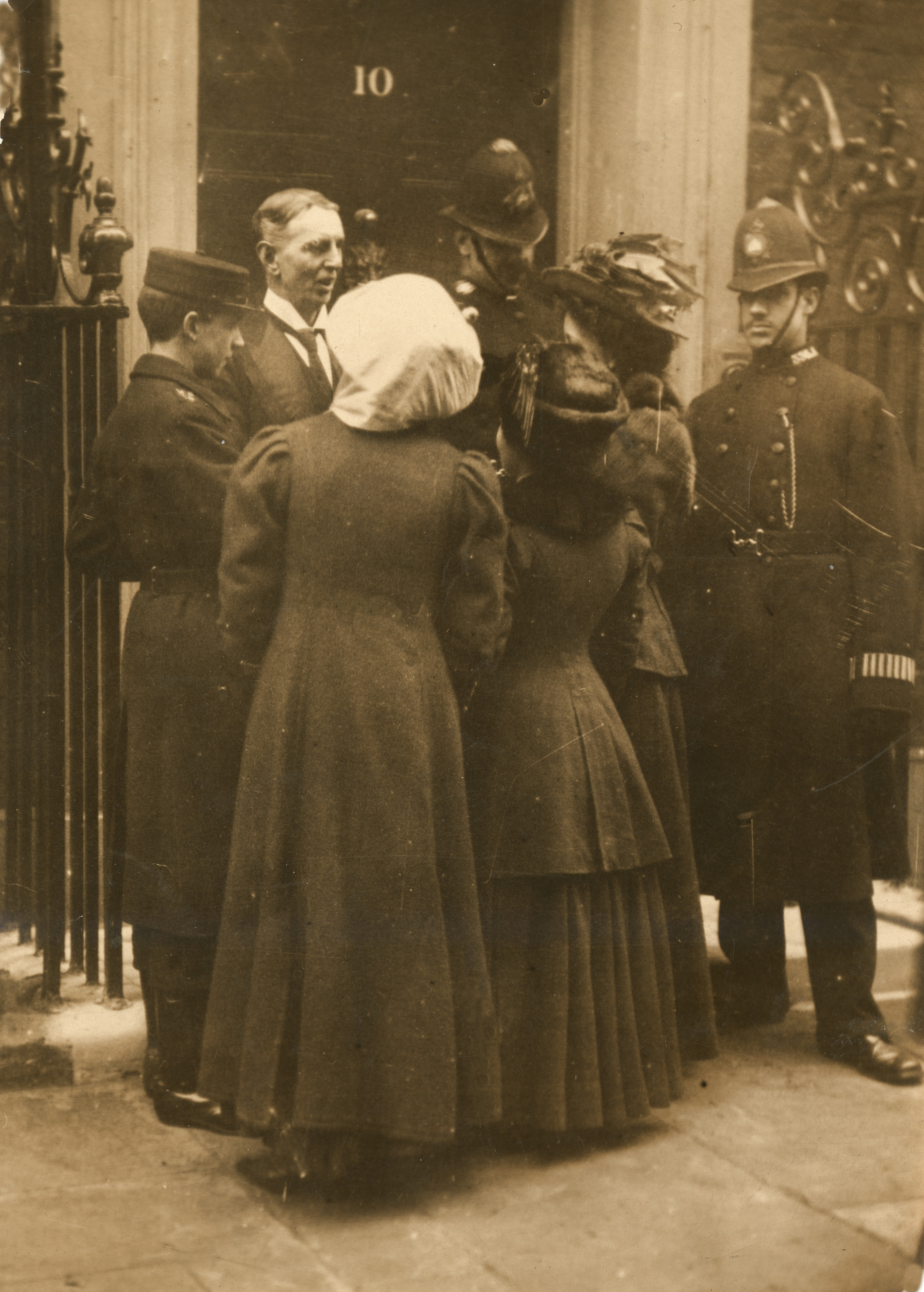
Daisy Solomon und Elspeth McLelland als „menschliche Briefe“ vor 10 Downing Street, 23. Februar 1909

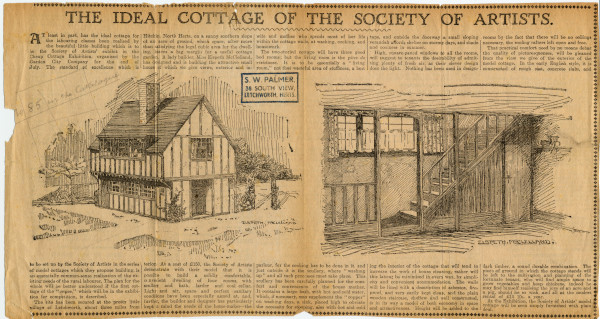
Entwurf eines Cottages von Elspeth Douglas McClelland, 1905

Elspeth Douglas McClelland, verheiratete Spencer (* 20. Mai 1879 in Keighley, Yorkshire; † 1920 in Edgware, London), war eine englisch-britische Architektin und Suffragette. Sie wurde im Rahmen der britischen Suffragetten-Kampagne als „menschlicher Brief“ aufgegeben, dabei eine Besonderheit des britischen Postsystems ausnutzend, um sich an Premierminister H. H. Asquith zu wenden, der eine Delegation von Suffragetten nicht empfangen wollte.

## Leben
McClelland wurde als Tochter von John McClelland, einem Buchhalter, und Epsey McClelland (geborene Robinson) geboren und am 19. Juli 1879 in Ilkley getauft. Sie absolvierte eine Ausbildung zur Architektin und war die einzige Studentin unter 600 Männern an der Polytechnic Architectural School in London.
McClellands Zeit als Suffragette ist vor allem dadurch bekannt, dass sie am 23. Februar 1909 als „menschlicher Brief“ an den Premierminister H. H. Asquith geschickt wurde. Zu dieser Zeit gab es in den Vorschriften der britischen Post eine Lücke, nach der Einzelpersonen „per Eilboten verschickt“ werden konnten, und so wurden McClelland und ihre Mitstreiterin Daisy Solomon von Jessie Kenney und Christabel Pankhurst vom Clement’s Inn aus verschickt und von Flora McKinnon Drummond zum East Strand Post Office gebracht. Sie waren adressiert an The Right Hon H. H. Asquith, 10 Downing Street, SW. Für den Preis einer Drei-Penny-Marke lieferte A. S. Palmer, ein Telegrafen-Bote, sie in der Downing Street ab, wo die diensthabenden Polizisten sie bis zur Nummer 10 durchließen. Dort kam ein Beamter heraus und der sie trotz Protest, dass für sie aber bezahlt worden sei, abwies, mit den Worten: You cannot be delivered here. You must be returned; you are dead letters. Sie wurden in die Büros der Women’s Social and Political Union zurückgebracht. Der Premierminister soll über den Vorfall „amüsiert“ gewesen sein.
1912 heiratete sie William Albert Spencer und zog in die Whitchurch Lane in Edgware, London. McClelland bekam drei Kinder, bevor sie 1920 im Kindbett ihres dritten Kindes starb.
Im September 1913 schaltete „Frau Elspeth Spencer“ eine Kleinanzeige in der Suffragettenzeitung Votes for Women, in der sie sich selbst beschrieb: „Architektin von ungewöhnlichen Häusern und Cottages. Möbel und Dekorationen in den Farben des Frauenwahlrechts entworfen und ausgeführt. Wenden Sie sich an Studio A, 22 Blomfield Road, Kensington“. Architekturzeichnungen zeigen, dass sie bereits 1904 als Architektin tätig war; weiteres über ihre Tätigkeit als Architektin ist nicht bekannt.